# Базилевский, Степан Иванович
Степан Иванович Базилевский (1822, Никольский уезд, Вологодская губерния — не ранее 1867, Тегеран) — российский учёный и медик.

## Биография
Родился в 1822 году в Никольском уезде, Вологодской губернии. В 1836 году окончил Никольское духовное училище, затем Вологодскую духовную семинарию. В 1842 году поступил в Петербургскую медико-хирургическую академию, которую окончил с серебряной медалью. Служил в Архангельском военном госпитале. В 1848 году получил степень доктора медицины за работу «Наружная перевязка артерий».
С 1849 по 1859 год принимал участие в качестве врача в 13-й Русской духовной миссии в Пекине. В Китае собрал коллекцию рыб и в 1855 году опубликовал их описание, сопроводив текст цветными рисунками. Также собрал богатый гербарий, который подарил ботаническому музею Медико-хирургической академии.
В 1867 году Базилевский был назначен в Тегеран врачом русского посольства в Иране, где и скончался 15 (3 ст. ст.) сентября 1868 г.